# Ernst Bring

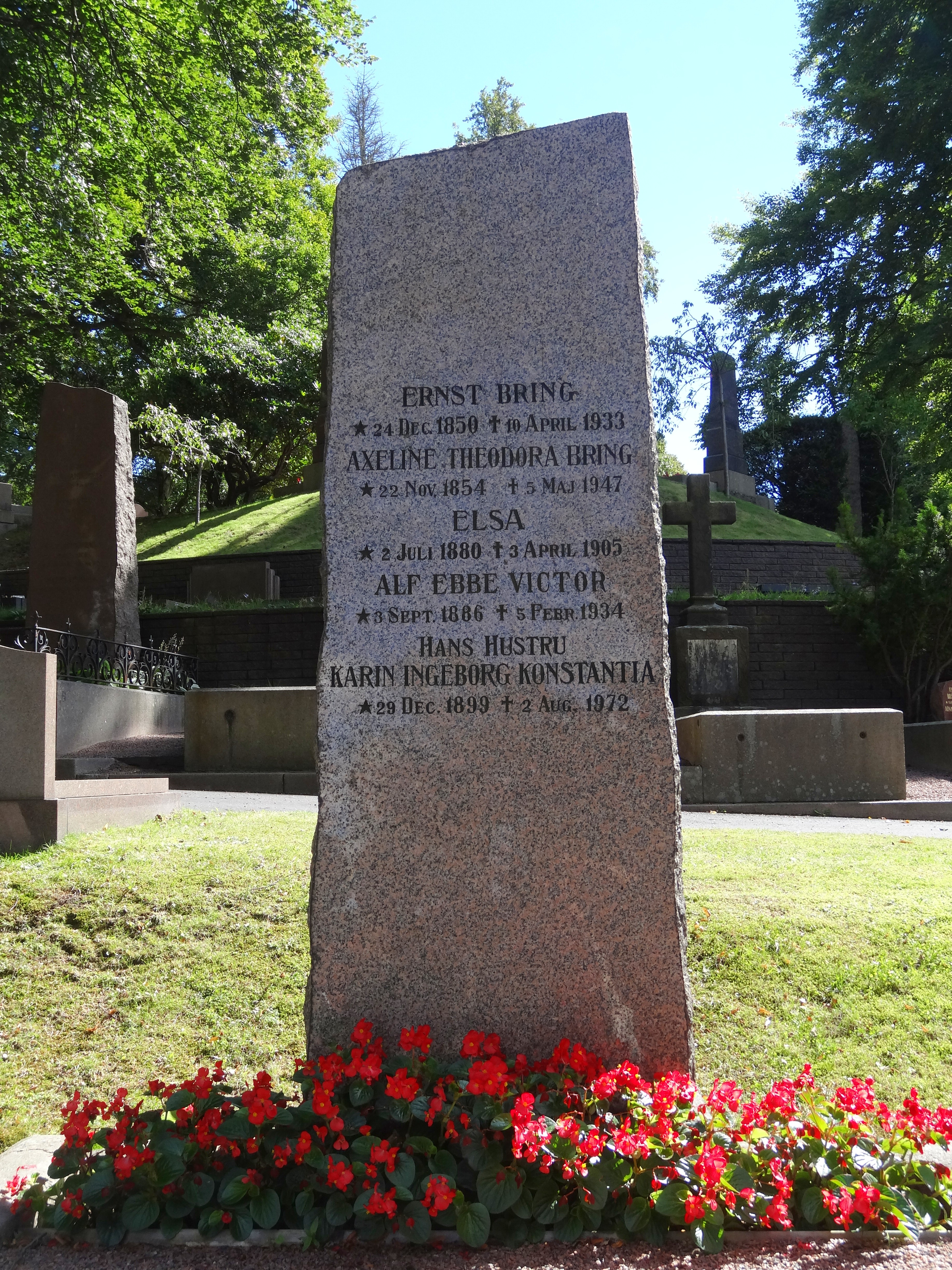
Ernst Brings gravvård på Östra kyrkogården i Göteborg.

Ernst Ebbe Julius Bring, född 24 december 1850 i Lund, död 10 april 1933 i Göteborg, var en svensk advokat och försäkringsman, verksam i Göteborg.

## Biografi
Bring tog hovrättsexamen i Lund 1873 och genomgick handelshögskolan i Antwerpen 1873-1874. Vice häradshövding blev han 1876 och verkade som advokat i Göteborg 1877-1891. Han var verksam vid hälsovårdsnämnden, Ångfartygs Assuransförening och VD för Brand- och lifförsäkrings AB Svea 1895-1915. I Göteborgs stadsfullmäktige satt han 1889-1896 och 1899-1902. Några år var han även ledamot och ordförande för Robert Dicksons stiftelse och Göteborgs saluhall.
Bring var son till biskop Ebbe Gustaf Bring och Ulla Ehrenborg. Han gifte sig 1879 med Axelina "Acki" Teodora Hasselblad (1854-1947), dotter till grosshandlaren Fritz Hasselblad. Makarna är begravna på Östra kyrkogården i Göteborg.

### Redaktör
- Förhandlingarne vid det första skandinaviska sjöfartsmötet i Göteborg den 23-26 maj 1883 / utgifne af Ernst Bring. Göteborg: N. P. Pehrsson. 1884. Libris 1597032